# 1713 год в музыке

## События
- При Парижской опере открыта собственная школа танцев (фр. École de Danse de l'Opéra de Paris).
- Дэниел Пёрселл становится органистом в англиканском соборе Святого Андрея (Холборн, Лондон).
- Франческо Бартоломео Конти становится придворным композитором Габсбургов в Вене.
- Джузеппе Тартини якобы видел сон, в котором дьявол играл на скрипке. Так родилась Соната соль минор Тартини, она же «Дьявольская трель» — одно из наиболее известных камерных произведений композитора.
- Антонио Страдивари изготовил скрипку, известную под названием Gibson ex-Huberman Stradivarius.
- Иоганн Маттезон опубликовал первую часть своего трактата «Вновь открытый оркестр» (нем. Das neu-erцffnete Orchestre), оказавший большое влияние на развитие музыки.
- Антонио Вивальди назначен директором женской консерватории «Пиета» (итал. Ospedale della Pieta).
- 14 апреля — Возможная дата премьеры пастиччо St Mark Passion Иоганна Себастьяна Баха в часовне замка Вильгельмбург (Шмалькальден).

## Классическая музыка
- Иоганн Генрих Буттстетт — Musicalische Clavier-Kunst und Vorraths-Kammer.
- Луи Николя Клерамбо — кантата «Леандр и Геро».
- Франсуа Куперен — «Пьесы для клавесина», книга 1.
- Георг Фридрих Гендель — хорал Utrecht Te Deum и Jubilate и кантата Ode for the Birthday of Queen Anne.
- Жан Фери Ребель — 12 сонат для скрипки соло, перемешанными с речитативами для виолы (фр. 12 Sonates à violon seul mellées de plusieurs récits pour la viole).

## Опера
- Франческо Фео — «Тираническая любовь, или Зенобия» (итал. L'amor tirannico, ossia Zenobia);
- Никола Порпора — Basilio, re di Oriente;
- Антонио Вивальди — «Роланд Неистовый» (итал. Orlando furioso);
- Андре Кампра — «Телеф[англ.]».

## Родились
- 7 января — Джованни Баттиста Локателли, итальянский актёр, певец и антрепренёр; первый русский оперный и балетный антрепренёр (умер 14 марта 1785).
- 13 февраля — Доменек Терраделлас (исп. Domènec Terradellas), испанский оперный композитор (умер 20 мая 1751).
- 2 марта — Джаммария Ортес (итал. Giammaria Ortes), венецианский композитор, эрудит, экономист, математик, и философ, камальдолиец (умер в 1790).
- 12 марта — Иоганн Адольф Хасс (нем. Johann Adolph Hass), немецкий музыкальный мастер, известный своими клавикордами и клавесинами (умер 29 мая 1771).
- 7 апреля — Никола Сала (итал. Nicola Sala), итальянский композитор и теоретик музыки (умер 31 августа 1801).
- 13 апреля — Пьер де Желиотт, французский оперный тенор и композитор (умер 11 сентября 1797)
- 3 октября — Антуан Довернь (фр. Antoine Dauvergne), французский скрипач и композитор (умер 11 февраля 1797).
- 24 октября — Мари Фель (фр. Marie Fel), французская оперная певица, дочь органиста Анри Феля (умерла 2 февраля 1794).
- Октябрь — Иоганн Людвиг Кребс, немецкий лютнист, органист и композитор (умер 1 января 1780).
- 13 ноября — Ян Зак[чеш.] (чеш. Jan Zach), чешский скрипач, органист и композитор (ум. в 1773).[1]
- 10 декабря — Иоганн Николаус Мемпель (нем. Johann Nicolaus Mempel), немецкий музыкант (умер 26 февраля 1747).
- Дата неизвестна
  - Юхан Хенрик Фрайхоф (дат. Johan Henrik Freithoff), норвежско-датский скрипач и композитор (умер 24 июня 1767).
  - Йоханнес Эразмус Иверсен (дат. Johannes Erasmus Iversen), датский барочный композитор (умер в 1755).

Вероятно — Роберт Бремнер (англ. Robert Bremner), шотландский музыкальный издатель (ум. 1789).

## Скончались
- 8 января — Арканджело Корелли, итальянский скрипач и композитор, считающийся создателем художественной игры на скрипке (родился 17 февраля 1653).
- 26 марта — Пал I Эстерхази, первый князь из рода Эстерхази, палатин Венгрии, имперский фельдмаршал, на досуге сочинял стихи и музыку (родился 8 сентября 1635).
- 30 марта — Говерт Бидлоо (англ. Govert Bidloo), физик, анатом, поэт и автор оперных либретто Золотого века Голландии (родился 12 марта 1649).
- 28 октября — Паоло Лорензани (нидерл. Paolo Lorenzani), итальянский барочный композитор (родился 5 января 1640).
- Дата неизвестна — Людовико Ронкалли (итал. Ludovico Roncalli), итальянский дворянин, автор пьес для барочной гитары (родился в 1654).

Вероятно — Станислав Сыльвестер Шаржинский (пол. Szarzyński, Stanisław Sylwester), польский композитор (родился в 1692).